# Рисорджименто
Рисорджименто (на италиански: Risorgimento – възраждане), понякога наричано Италианска революция (Rivoluzione italiana), е ключов период в италианската история, довел до националното обединение на страната. Провъзгласяването на Кралство Италия е актът, който утвърждава, като дело на Сардинското кралство, раждането на новата унитарна италианска държава, образувана с плебисцитните анексии на повечето стари италиански държави преди обединението. Терминът „Обединение на Италия“ (Unità d'Italia) също се използва за обозначаване на този исторически процес.
Процесът на Рисорджименто продължава с присъединяването на Венето през 1866 г. и традиционно се счита за завършен с превземането на Рим на 20 септември 1870 г. и с официалното провъзгласяване на града за столица на Италия на 3 февруари 1871 г. (постановено от италианския парламент на 27 март 1861 г.). Иридентистките земи на Тренто и Триест остават извън Кралство Италия и са включени в него едва в края на Първата световна война. 
Терминът, който също така обозначава културното, политическото и социалното движение, насърчило обединението, напомня за романтичните, националистическите и патриотичните идеали за италианско възраждане чрез постигането на единна политическа идентичност. Въпреки че корените на тази идентичност могат да бъдат проследени още от римския период, тя претърпява рязко прекъсване със загубата на политическото единство през 476 г. сл. н. е. след падането на Западната Римска империя.

## Хронология
Историците не са единодушни относно точния момент на възникване на Рисорджименто, но повечето го свързват с периода след Виенския конгрес през 1815 г. Завършването на този процес обикновено се отнася към анексирането на Папската държава и официалното преместване на столицата в Рим на 3 февруари 1871 г. Според различни гледни точки началото на движението може да се проследи до сицилианските въстания на 15 юни 1820 г. или до Първата война за независимост през 1848-1849 г.
Според значителна част от италианската историография процесът на национално обединение не приключва през XIX век, а продължава до началото на XX век. Това разширено тълкуване включва анексирането на т. нар. „иредентистки земи“ след Първата световна война, което води до формирането на концепцията за Четвъртата война за независимост.
Хронологичните граници на Рисорджименто са предмет на различни историографски интерпретации, което води до липса на единодушно съгласие сред историците относно неговото времево, формално и идеално определение. Възприемането на този период варира в зависимост от историческите анализи и политическите контексти, като някои го ограничават до XIX век, докато други го разширяват до началото на XX век, включвайки анексирането на „неоткупените земи“ след Първата световна война.
Съществува и връзка между „литературно Рисорджименто“ и политическо такова: от края на 18 век за италианското Рисорджименто се пише изключително в културен смисъл.
Литературният идеал на Рисорджименто започва да се превръща в политически и социален феномен с Виторио Алфиери (1749-1803), когото Валтер Матури нарича „първият свободен интелектуалец на Рисорджименто“. Алфиери не само е историк на този период, но и поставя основите на литературното и политическото течение, което се развива през първите десетилетия на XIX век. Неговите произведения и идеи вдъхновяват бъдещите поколения, като допринасят за формирането на националното самосъзнание и стремежа към обединение на Италия.
Историците предлагат различни интерпретации относно хронологичните граници на Рисорджименто като политическо явление. Според някои, то обхваща периода между Прокламацията от Римини през 1815 г. и пробива на Порта Пиа от италианската армия на 20 септември 1870 г.. Други го разглеждат в рамките на времето между първите конституционни движения от 1820-1821 г. и провъзгласяването на Кралство Италия през провъзгласяването на Кралство Италия през 1861 г., или дори до края на Третата война за италианска независимост през 1866 г.
Други пък, в по-широк смисъл, виждат раждането му между реформаторската епоха от втората половина на 18 век и Наполеоновата епоха (1796-1815), започвайки от Първата италианска кампания.
Неговият край понякога се удължава до откупването на иредентистките земи на Североизточна Италия (Трентино и Венеция Джулия) след Първата световна война.
Политическите сили, които дават началото на Конституцията на Италианската република, и част от историографията понякога идеално свързват Съпротивата срещу нацистко-фашистката окупация между 1943 и 1945 г. с „второ“ Рисорджименто.

## Предистория
След падането на Римската империя Италия постепенно се дели на много градове-държави. Тази политическа система продължава да работи до Ренесанса, когато започва нейният упадък в резултат от подема на модерните национални държави след Средновековието. Италия, включително и Папската държава, се превръща в място за тежки битки и войни между големите сили, особено Свещената Римска империя (по-късно Австрия) и Франция. През 14 век италианските писатели вече изразяват своето несъгласие с чуждото господство върху страната: в своята творба „Italia Mia“ (Моя Италия) напр. италианският поет Франческо Петрарка твърди че „древната доблест в италианските сърца още не е погинала“. Четири стиха от творбата са цитирани във „Владетелят“ на Николо Макиавели, който търси политическия вожд, който да обедини Италия, „за да я освободи от ръцете на варварите“.
Идеята за италианско национално самосъзнание може да се открие в творбата на Джан Риналдо Карли „Della Patria degli Italiani“ (За отечеството на италианците), издадена в 1764 г., където се разказва, че „един човек влязъл в едно кафене в Милано и смутил другите хора, казвайки че той не е нито чужденец, нито миланец. „Какъв сте вие?“ попитали го другите. „Аз съм италианец!“ отговорил той“. Италианският национализъм се разраства в началото на 19 век, когато Италия заедно с голяма част от Европа попада под господството и влиянието на Наполеон.
Когато господството на Наполеон се приближава към своя край, владетелите, на които той е поверил управлението на много италиански държави, опитват да запазят властта си като използват националистическите идеи, полагайки така основите на революционното движение в следващия период. Сред тези владетели са италианският вицекрал Йожен дьо Боарне и кралят на Неапол Жоашен Мюра. Дьо Боарне се опитва да се добере до италианския престол и затова търси одобрението на Австрия. На 30 март 1815 г. Мюра издава Прокламацията от Римини, с която иска от италианците да се разбунтуват срещу австрийските завоеватели. След поражението на Френската империя на Наполеон се събира Виенският конгрес (1814 – 1815 г.), за да бъде възстановен редът в Европа. За Италия конгресът възстановява старото положение – смесица от множество малки независими държави под пряко управление или силно влияние на Австрийската империя.
В този период борбата за италианското обединение е предимно срещу Австрийската империя и Хабсбургите, тъй като те пряко владеят италоговорещата североизточна част на днешна Италия и са най-могъщата сила срещу обединението на италианските държавици. Австрийците потушават националистическите идеи, родени на италианския полуостров, както и в другите части на териториите на Хабсбургите. Австрийският дипломат Клеменс фон Метерних, който има силно влияние върху Виенския конгрес, твърди, че думата Италия е само „географски израз“.
Новите националистически идеи намират широк прием в литературата и изкуството. Най-известната патриотична творба е романът „Годениците“ (на италиански: I promessi sposi) на Алесандро Манцони. Обикновено този роман се счита за скрит протест срещу австрийското господство. Романът излиза първо през 1827 г., но през следващите години Манцони нанася много езикови поправки. В изданието от 1840 г. се използва стандартизиран език, основан на тосканския диалект – опит на автора да създаде единен национален език.
Поддръжниците на италианското обединение трябва да се преборят с гледището на Светия престол, особено след неуспелите опити за създаване на конфедерация с Папската държава, в която папата би запазил своята политическа автономия. Тогавашният папа Пий IX смята, че ако позволи създаването на тази конфедерация, италианските католици биха били подложени на преследвания.
Сред онези, които се борят за обединението на целия полуостров в единна държава, няма общо съгласие относно бъдещата държавна форма. Винченцо Джоберти, свещеник от Пиемонт, предлага конфедерация на всички италиански държави под ръководството на папата. Неговата книга „Del Primato morale e civile degli italiani“ (За нравственото и гражданско първенство на италианците), издадена през 1843 г., е опит да се свърже папската институция и процеса на Рисорджименто. Много от революционерите искат да се установи републиканско управление, но бъдещата държава е обединена от краля и от неговия пръв министър, които успяват да създадат единно италианско кралство.
Една от най-влиятелните революционни групи е тази на Карбонарите (Carbonari – Рудокопачи на въглища) – тайна организация, създадена в Южна Италия в началото на 19 век. Членовете на тази организация, произхождащи от средната класа и преди всичко интелектуалци, се ръководят от принципите на Френската революция. След като на Виенския конгрес Италианският полуостров отново попада под влиянието на европейските сили (най-вече на Австрия), революционното движение на карбонарите се разпространява в Папската държава, в Сардинското кралство, в Тосканското ерцхерцогство, в Херцогство Модена и в Кралство Ломбардия-Венеция.
Управляващите власти се страхуват толкова много от революционерите, че в много държави участието на събранията на карбонарите се наказва със смърт. Но революционната организация продължава да съществува. Карбонарите наказват Наполеон III, който като млад е участвал в движението, със смърт, защото не е помогнал да бъде обединена Италия. Организацията почти успява да го убие през 1858 г. Много от ръководителите на многобройните движения за италианското обединение са били членове на тази организация.
Главни личности в процеса към обединението са Джузепе Мацини и Джузепе Гарибалди. Важна роля играят и сардинският премиер Камило Бенсо, граф на Кавур и сардинският крал Виктор Емануил II, който по-късно ще стане пръв крал на Обединена Италия. Мацини е арестуван за дейността си в революционното движение и в затвора пише, че Италия може и трябва да се обедини като свободна, независима република с град Рим за столица. След освобождаването си през 1831 г. Мацини отива в Марсилия, където създава ново политическо дружество, наречено La Giovine Italia (Младата Италия). Новото дружество, чието мото е „Бог и Народът“ (Dio e il popolo), се опитва да обедини Италия. Гарибалди, роден в Ница (в тези години част от Сардинското кралство), участва в бунта в Пиемонт през 1834 г., осъден е на смърт и избягва в Южна Америка, където остава 14 години. Връща се в Италия през 1848 г.

## Ранна революционна дейност
След окончателното поражение на Наполеон, през 1815 г. Виенският конгрес на победителите решава да възстанови свалените монарси в името на принципа на легитимизъм, понякога жертван в името на баланса на силите между европейските държави. Възстановяването на властта протича без да се отчита народната воля, а в някои случаи се налагат нови териториални разпределения. Пример за това е анексирането на Венето към Австрийската империя и анексирането на Сициалианското към Неаполитанското кралство на следващата година чрез създаването на Кралството на Двете Сицилии с Неапол като единствена столица. 
С оглед на това и за да се осигури поддържането на реда, се въвежда принципът на намеса и ограничен суверенитет на държавите. Когато политическата нестабилност в една страна заплашва мира в други, се предвижда създаването на международен репресивен инструмент, наречен Свещен съюз. В него участват въоръжените сили на победилите държави. Пактът първоначално е подписан от Австрия, Прусия и Русия, а впоследствие, на 20 ноември 1815 г., към него се присъединява Великобритания, като част от Четворния съюз. След влизането на Франция в съюза през 1818 г. под управлението на Луи XVIII, той се трансформира в Петорен съюз. Освен това Конгресът приема идеята за периодични срещи – известни като Европейски концерт – с цел да следи международния ред, да разрешава спорове и да поддържа мира. Този механизъм се оказва толкова ефективен, че до началото на Кримската война големи конфликти между европейските сили са избегнати.
След Виенския конгрес френското и революционното влияние продължават да присъстват в италианския политически живот, въпреки суровите репресии срещу т. нар. италиански „якобинци“. Разпространението на идеи и литературни списания играе важна роля в запазването на тези идеали. Буржоазните салони процъфтяват, като под предлог за литературни събирания формират истински англосаксонски или якобински клубове, често по инициаторски или масонски модел. В някои случаи тези кръгове служат за прикритие на  тайни общества , като например Филаделфи и Аделфи, които впоследствие се трансформират във Възвишените съвършени майстори под ръководството на Филипо Буонароти.

### Въстанието в Кралството на двете Сицилии
През 1820 г. в Испания възниква брожение по някои спорни въпроси по повод новата конституция, което оказва влияние за раждането на подобно движение в Италия. Под влиянието на испанското брожение полк от войската на Кралството на двете Сицилии, начело с Гулиелмо Пепе – член на Карбонарите, се разбунтува и завладява полуостровната част на кралството. Кралят на двете Сицилии Фердинанд I позволява учредяването на конституция. Революционерите обаче не успяват да разбунтуват народа и полкът е разбит от австрийските войски на Свещения съюз. Фердинанд I премахва новата конституция и започва да преследва вече известните революционери. Много поддръжници в Сицилия, включително ученият Микеле Амари, са заточени за цели десетилетия.

### Въстанието в Пиемонт
Ръководител на революционното движение в Пиемонт през 1821 г. е Санторе ди Сантароза, който иска да отстрани австрийците и да обедини Италия начело със Савойската династия. Въстанието в Пиемонт започва в град Алесандрия, където войските издигат стария трибагреник на Цизалпийската република. Докато крал Карл Феличе е извън страната, неговият регент – княз Карл Алберт утвърждава нова конституция, за да задоволи бунтуващите се. Кралят след завръщането си премахва конституцията и иска помощ от Свещения съюз. Войските на Ди Сантароза са победени и революционерите бягат в Париж.

### Въстанията от 1830 г.
Херцогът на Модена Франциск IV д'Есте – честолюбив владетел желае да разшири господството си и да бъде провъзгласен за крал на Северна Италия. През 1826 г. той заявява, че няма да преследва организациите за обединението на страната, което кара местните революционери да започнат да се организират.
По време на Юлската революция през 1830 г. във Франция френският крал абдикира и се създава Юлската монархия начело с новия крал Луи-Филип. Той обещава на италианските революционери като Чиро Меноти, че ще се намеси против австрийските войски в Италия при нужда. Понеже се страхува за престола си обаче, Луи-Филип не се притичва на помощ на въстанието на Меноти. Херцогът на Модена вече не подкрепя Карбонарите, а през 1831 г. с помощта на австрийските войски арестува Меноти и други съзаклятници. Меноти е наказан със смърт и град Модена престава да бъде център на революционната дейност.
В същото време има и други бунтове в провинциите Болоня, Форли, Равена, Имола, Ферара, Пезаро и Урбино в Папската държава. Тези успешни протести, на които се развява италианският трибагреник, бързо се разпространяват из всички папски провинции и новите провинциални правителства обявяват, че тяхната цел е създаването на обединена италианска държава.
Въстанията в Модена и в Папската държава вдъхновяват подобни протести в Херцогство Парма, където също издигат италианския трибагреник. Херцогинята на Парма Мария-Луиза Австрийска напуска града по време на въстанието.
Бунтуващите се градове искат да се съединят в една държава, наречена Province unite italiane (Обединени италиански провинции) и затова папа Григорий XVI иска от Aвстрийската империя помощ срещу бунтуващите се. Метерних предупреждава новия френски крал Луи-Филип, че Австрия няма да позволи френска намеса в италианските дела. Луи-Филип не оказва никаква военна помощ и арестува италианските патриоти във Франция.
През пролетта на 1831 г. австрийската войска нахлува на италианския полуостров и унищожава всяка съпротива в бунтуващите се провинции. Тези военни действия унищожават основната част от революционното движение, арестувайки много революционери, сред които Чиро Меноти.

## Революциите през 1848 – 1849 г. и Първа война за италианска независимост
На 5 януари 1848 г. революционните вълнения започват в Ломбардия, като гражданите спират да купуват цигари и билети на държавната лотария. Малко по-късно започват въстания на остров Сицилия и в Неапол срещу крал Фердинанд I, който е принуден да позволи създаването на конституция и да освободи политическите затворници.
През февруари 1848 г. се разбунтуват тосканците и ерцхерцог Леополд II е принуден да избяга от Флоренция, където се образува временно републиканско правителство. На 21 февруари папа Пий IX неочаквано и изненадващо подписва предложената му конституция за Папската държава. На 23 февруари френският крал Луи-Филип е изгонен от Париж и се обявява Втората френска република. Докато в Париж се вихри революция, три от италианските държави вече имат собствена конституция.
В същото това време в Ломбардия напрежението се усилва и довежда до избухването на Миланското и Венецианското въстание на 18 март 1848 г. По време на въстанието в Милано бунтовниците успяват да изгонят австрийския гарнизон след петдневно сражение по улиците – от 18 до 22 март (този епизод е известен в италианската историография под името „Петте дни на Милано“). Австрийската войска начело с фелдмаршал Йозеф Радецки обсажда Милано, но благодарение на съпротивата на миланските граждани не успява да завладее града.
По-късно Карл Алберт – крал на Сардинското кралство (включващо областите Пиемонт, Лигурия, Савоя, Сардиния и днешния френски град Ница), по молба на миланските и венецианските въстаници решава, че е време Италия да се обедини и обявява война на австрийската империя: Първа война за италианската независимост. След първите успехи в Гойто и в Пескиера дел Гарда сардинската войска е тежко разбита в битката при Кустоца на 24 юли 1848 г. Подписва се примирие и Радецки поема управлението на цялото кралство Ломбардия-Венеция с изключение на град Венеция, където революционерът Даниеле Манин обявява Република Сан Марко.
Докато Радецки укрепва управлението си в Ломбардия-Венеция и Карл Алберт трябва да възстанови своето положение след тежкото поражение при Кустоца, в другите части на италианския полуостров възникват редица политически проблеми. Отношенията между владетелите, които са подписали конституции през март, и техните министри се обтягат, в резултат на което владетелите са изгонени и тези държави са обявени за републики.
Първоначално папа Пий IX изглежда като реформатор, но споровете с революционерите го отказват от идеята за конституционно управление. През ноември 1848 г., след убийството на папския министър Пелегрино Роси, Пий IX напуска Рим малко преди Джузепе Гарибалди и други патриоти да влязат там. В началото на 1849 г. се провеждат избори за създаването на Учредително събрание, което провъзгласява Римската република на 9 февруари 1849 г. На 2 февруари младият римски свещеник абат Ардуини произнася реч, в която заявява, че светската власт на папата е „историческа лъжа, политическа измама и религиозна безнравственост“. През март 1849 г. Джузепе Мацини пристига в Рим и е назначен за премиер. В конституцията на Римската република религиозната свобода се защитава в чл. 8-и, гл. Principi fondamentali (Основни положения), смъртното наказание се отменя с чл. 5-и, а общественото образование е уредено от чл. 8-и на Глава I.
Преди европейските сили да реагират на създаването на Римската република, сардинският крал Карл Алберт, чиято войска е подготвена от полския заточеник генерал Войчех Хжановски, започва отново война срещу Австрия. Сардинските войски бързо са победени от Радецки в битката при Новара на 23 март 1849 г. Карл Алберт абдикира в полза на сина си Виктор Емануил II. Войната завършва с мирен договор, подписан на 9 август. В деня на поражението в Новара народът в град Бреша въстава, но бунтът е потушен от австрийците десет дни по-късно.
През април френските войски начело с Шарл Удино се отправят към Рим. Французите привидно желаят да посредничат между папата и новото републиканско правителство, но в действителност искат да върнат папата на престола. След 30-дневна обсада градът се предава на 29 юни 1849 г. и папата възвръща своята власт. Гарибалди и Мацини отново са принудени да избягат – през 1850 г. Гарибалди е вече в Ню Йорк. В същото време австрийците обсаждат Венеция, която се предава на 24 август. Революционерите са наказани със смърт, а австрийските войски стигат до Централна Италия с цел да възвърнат на власт бившите владетели и да осигурят реда в папските провинции. Въстанията са напълно потушени.

## Пътят към обединението

### Втора война за италианска независимост
Въпреки тежкото поражение на сардинския крал Карл Алберт при опита му да изгони австрийците от Италия надеждата за обединение на италианския полуостров под неговото управление не напуска новия владетел на Сардинското кралство. И Камило Бенсо, граф на Кавур, който става премиер на Сардиния през 1852 г., търси правилния път към обединението на цялата страна. Кавур разбира, че Сардинската държава сама не може да обедини Италия. Така той започва да търси помощ от Франция или Великобритания, за да се бъдат изгонени австрийците от Италия. Първата стъпка в тази посока е сардинското участие в Кримската война на страната на Франция и Великобритания. Сардинските войски се сражават храбро и на Мирния конгрес в Париж европейските сили започват да вземат под внимание т.нар. „Италиански въпрос“. Като втори резултат от сардинското участие в тази война може да се приеме настъпилата дипломатическа изолация на Австрия поради нейния отказ да вземе участие във войната.
На 14 януари 1858 г. италианският националист Феличе Орсини се опитва да убие френския император Наполеон III. От затвора той пише писмо на френския владетел, в което не търси да бъде помилван, а само моли Наполеон да окаже помощ на италианското обединение. Наполеон, който е участвал като млад в революционното движение на Карбонарите, се убеждава, че трябва да направи нещо за Италия. В лятото на 1858 г. Кавур се среща с Наполеон III в Пломбиер Ле Бен и двамата подписват таен договор, известен като Patto di Plombières (Пломбиерски пакт). Те се споразумяват за единен военен съюз против Австрия. Пиемонт би получил областите Ломбардия и Венето и някои земи в днешна Хърватия, които са принадлежали на старата Венецианска република, както и Херцогствата Парма и Модена, а Франция би получила сардинските области Савоя и Ница. Папските провинции би трябвало да се съединят с Тосканското ерцхерцогство, за да създадат Кралство Централна Италия под възможното управление на братовчеда на френския император. Рим и съседните земи биха останали при папата, а Кралството на двете Сицилии би продължило да съществува непроменено. Целта на френския император е засилването на влиянието му на италианския полуостров.
Така създаденият съюз е само отбранителен, затова Кавур трябва да намери начин да предизвика Австрия. Той започва да поддържа революционната дейност в Кралство Ломбардия-Венеция, но австрийците не изглеждат заинтересувани от това, поради което сардинските войски са мобилизирани близо до австро-сардинската граница. Австрийците, които нищо не подозират за Пломбиерския таен пакт, изпращат ултиматум на сардинското правителство. Именно това желае Кавур. Без пряко австрийско нападение французите не биха се включили и Кавур не би могъл да си позволи една война без френската военна подкрепа. Австрийците искат демобилизация на сардинската войска, но Кавур отхвърля тяхната молба. Австрия решава да обяви война на Сардинско кралство и французите са принудени да му помогнат.
Войната не се оказва дълга. Австрийците нахлуват в Пиемонт, но не могат да настъпят в сардинска земя преди пристигането на френските войски, начело с Наполеон III. Френските и сардинските войски лесно побеждават австрийската, начело с граф Ференч Дюлай, който отстъпва цяла Ломбардия на съюзниците. Наполеон III и Виктор Емануил II влизат тържествено в Милано. На 24 юни двете войски се сблъскват отново около село Солферино. Тази тежка битка, в която участва лично австрийският император Франц Йосиф, е спечелена от френско-сардинските войски. Австрийците наложително отстъпват към Венето. Френско-сардинските съюзници временно овладяват остров Лусино (днешен Лошин, Хърватия).
В това време Наполеон III променя отношението си към войната и предлага подписване на примирие. След Битката при Солферино той разбира колко войници са загинали за сардинското дело и знае, че завладяването на Венеция ще бъде много кърваво. Също така разбира, че неговите представи за разширение на френското влияние в Италия няма да се осъществят лесно, защото Сардинското кралство става все по-могъщо след всяка нова победа. На 11 юли той се среща тайно с Франц Йосиф в град Вилафранка (днес Вилафранка ди Верона) във Венето без своя пиемонтски съюзник.
Двамата императори се споразумяват да приключат военните действия. Област Венето ще остане под австрийско господство, а област Ломбардия ще мине към французите, които на свой ред ще я предадат на Сардинското кралство (Австрия не иска да отстъпи областта пряко на Пиемонт). В държавите в Централна Италия, където населението междувременно е въстанало, ще трябва да се върнат владетелите, избягали в Австрия заради бунтовете, а папата ще поеме пак управлението на своите провинции. Тъй като Наполеон III не е спазил уговорките на Пломбиерския пакт, Пиемонт няма да му отстъпи Савоя и Ница.
Сардинското правителство се чувства много огорчено от това „предателство“ от френска страна. Кавур иска войната да продължи въпреки френско-австрийското примирие, но решава да си подаде оставката, когато разбира, че крал Виктор Емануил II ще приеме бъдещия мирен договор. Въпреки това от примирието и последвалия Цюрихски мирен договор от ноември 1859 г. няма никакъв резултат. Сардинските войски вече са овладели малките държави и папските провинции в Централна Италия, французите не желаят да се месят повече в тези дела и австрийците в този момент нямат достатъчно политическо влияние за да се противопоставят на политическия подем на Сардинското кралство. През декември същата година Тоскана, Парма, Модена и папските провинции в днешната област Романя се съединяват и създават едно ново политическо образувание под името „Обединени Провинции на Централна Италия“, които с английска подкрепа се стремят да се присъединят към Сардиния-Пиемонт.
Кавур, отново премиер през януари 1860 г., иска да анексира тези земи, но разбира, че трябва задължително да получи френското одобрение. Наполеон III решава да приеме присъединяването на тези области към Пиемонт в замяна на областта Савоя и Графство Ница. Кралят на Сардиния-Пиемонт позволява да се проведе референдум и Сардинското кралство официално отстъпва Савоя и Ница на Френската империя. В централните области също се провежда референдум и населението избира присъединяването към Пиемонт на 20 март 1860 г. По този начин Сардинското кралство получава управлението над по-голямата част от Северна и Централна Италия.

### Походът на Хилядата
През пролетта на 1860 г. на Италианския полуостров има четири държави: Сардинско кралство, Папска държава, Кралство на двете Сицилии и Австрийска империя, владееща североизточната област Венето. По мнение на Кавур най-важната част от обединението е завършена, защото той счита, че който управлява северната част на страната има и непряко управление над останалата част.
Франциск II – крал на Двете Сицилии и син на Фердинанд II (наречен „Кралят Бомба“) е начело на войска от 150 000 войници. Тираничното управление на баща му е довело до създаването на много тайни дружества, а швейцарските наемници, представляващи силна подкрепа на войската на неаполитанското кралство, са се върнали в Швейцария поради нов швейцарски закон. Франциск II остава само със своята национална войска. Това е един съществен и удобен случай на различните дружества за обединение. През април 1860 г. градовете Месина и Палермо в Сицилия въстават, но въстанията са бързо и лесно потушени от неаполитанската войска.
По същото време Джузепе Гарибалди, който е роден в Ница, е силно разочарован от присъединяването на своя роден град към Франция. Премиерът Кавур, който се опасява, че Гарибалди може да предизвика война с Франция, го убеждава да обърне своя интерес към южноиталианските области. Тъй като Франциск II продължава да бъде владетел на Кралството на двете Сицилии, едно пряко нападение на сардинската войска би означавало безпричинна война срещу нейното кралство. Кавур смята, че европейските сили не биха приели една такава война и затова търси друг по-подходящ повод за започването на такава военна намеса.
Личността на Джузепе Гарибалди, който е истински революционер, желаещ обединението на страната, би могла да бъде решението, което Кавур търси. Ако Гарибалди се намеси в Южна Италия, това би било негово лично начинание и така другите европейски страни няма да могат да обвинят Сардинското кралство. Затова Кавур тайно поддържа бъдещата експедиция на Гарибалди, а Великобритания открито го подкрепя, защото в последните десетилетия е в лоши дипломатически отношения с Южноиталианското кралство. На 6 май 1860 г. Гарибалди с личната си войска, съставена от почти 1000 доброволци (наречени „Хилядата“), тръгва от Куарто – селище близо до Генуа и след малка почивка в пристанището Таламоне в Тоскана на 11 май идва близо до град Марсала на западния бряг на Сицилия.
Близо до град Салеми войската на Гарибалди се съединява с другите революционери и въстаници и заедно разбиват неаполитанската войска в Битката при Калатафими на 13 май. Три дни след пристигането си войската наброява повече от 4000 души. На 14 май Гарибалди се обявява за диктатор на Сицилия в името на Виктор Емануил II. След други тежки битки Гарибалди достига до сицилианската столица Палермо на 27 май и започва обсадата на града. В същото време гражданите се бунтуват срещу местния гарнизон.
По време на въстанието в Палермо неаполитанският генерал Фердинандо Ланца пристига в Сицилия и обстрелва града. С помощта на английски адмирал, който е бил в течение на различните фази на нахлуването, е подписано примирие и неаполитанските войски напускат града, овладян по-късно от Гарибалди и неговата малка войска. Този голям неуспех показва слабостта на неаполитанското управление. Славата на Гарибалди нараства и много хора го считат за национален герой. Кралят на двете Сицилии разбира, че се приближава до пълно поражение и се опитва да основе ново конституционно управление, но не успява да спечели отново доверието на поданиците си.
Шест седмици след предаването на Палермо Гарибалди напада град Месина. След една седмица градът се предава. След пълното завладяване на Сицилия Гарибалди пресича Месинския пролив и пристига в Калабрия. Гарнизонът в град Реджо Калабрия веднага се предава. Докато той се насочва към северната част на южноиталианското кралство, навсякъде населението го посреща радостно и войниците се предават или се приединяват към неговата войска: на 18 и 21 август населението на областите Базиликата и Пулия обявява присъединяването на двете области към Сардинското кралство. В края на август Гарибалди достига до град Козенца и на 5 септември той е вече в градчето Еболи близо до град Салерно. По същото време в град Неапол се обявява обсадно положение. На 6 септември крал Франциск II събира още верните му 4000 войски и отстъпва към бреговете на река Волтурно близо до град Капуа, Кампания. На следващия ден Гарибалди влиза тържествено в Неапол.

### Поражението на неаполитанската войска
Въпреки лесното завладяване на столицата на Кралството на двете Сицилии неаполитанската войска още не се е предала, а се е събрала близо до река Волтурно. Войските на Гарибалди са съставени от 25 000 души, но без помощта на сардинската войска не могат да разгромят врага, нито да завладеят вражеските крепости в градовете Капуа и Гаета, където се е укрепил неаполитанският крал.
Войската на Сардинското кралство може обаче да пристигне в Южна Италия, само ако пресече Папската държава. Гарибалди обявява намерението си да провъзгласи новото „Кралство Италия“ в папската столица Рим. Папа Пий IX разбира заплахата за светската власт на римската католическа църква и заплашва с отлъчване всички, които ще се опитат да завладеят папската земя. Католиците от цял свят изпращат пари на папата, за да му помогнат да се противопостави на Гарибалди, и много доброволци се присъединяват към папската войска начело с френския генерал Луи Жюшо Ламорисиер.

Френският император Наполеон III никога не би позволил на Гарибалди да завладее Рим, тъй като той се счита за пазител на папската власт в Италия. Вероятно той се е уговорил с пиемонтския премиер Кавур сардинската войска да се насочи към Южна Италия, овладявайки централните области Умбрия и Марке, по това време част от Папската държава. На Наполеон III му е ясно, че обединението на Южна Италия и на централните области не може да бъде спряно и той иска да осигури независимостта на Папската държава поне в областта Лацио. Кавур напълно използва тази отстъпка. Така две дивизии от сардинската войска нахлуват в Папската държава и се насочват към Неапол, а не към Рим или Лацио. Папските войски, начело с Ламорисиер, маршируват срещу сардинските войници начело с Чалдини, но са разбити в Битката при Кастелфидардо в областта Марке. Последните войски в тази област са обсадени в крепостта в град Анкона и се предават на 29 септември. На 9 октомври Виктор Емануил II достига до Анкона, ръководейки дивизиите в Южна Италия. Останалите папски войски отстъпват в Лацио.
Гарибалди не харесва Кавур поради участието му в присъединяването на неговия роден град Ница към Франция. Въпреки това той приема ръководството на Виктор Емануил II. Когато кралят влиза в бившето Кралство на двете Сицилии, Гарибалди му предава управлението. Те се срещат в град Теано и Гарибалди го поздравява със званието „Крал на Италия“ (на италиански: Re d’Italia). По-късно заедно влизат в град Неапол. Гарибалди се оттегля на остров Капрера близо до Сардиния.
Настъплението на сардинските войски принуждава крал Франциск II да напусне защитата на река Волтурно и да отстъпи в крепостта в град Гаета в днешно Лацио. Със силната морална подкрепа на съпругата си – херцогиня Мария-София Баварска Франциск II успява да окаже съпротива цели три месеца, но без никакви съюзници, които да го снабдяват с храна и боеприпаси, защитният гарнизон е принуден да се предаде.
Победата в Гаета слага край на пречките срещу националното обединение – само Рим и Венеция остават извън италианските граници. На 18 февруари 1861 г. Виктор Емануил II събира депутатите на Първия италиански парламент в Торино. На 17 март 1861 г. новият парламент обявява Виктор Емануил II за Крал на Италия и по този начин обявява раждането на Кралство Италия.
Три месеца след провъзгласяването на Кралство Италия умира премиерът Камило Бенсо ди Кавур. Малко преди смъртта си той казва: „Италия е създадена. Всичко е наред“.

### Римският въпрос
Джузепе Мацини не е никак доволен от обединението на Италия като монархия и продължава да организира брожения в полза на едно републиканско управление. Под мотото „От Алпите до Адриатическо море“ целта на движението за обединение са Рим и Венеция. Католиците в цял свят обаче са против заплахата срещу светската власт на папата, така че френските войски остават в Рим като негови защитници. Виктор Емануил II се страхува от международните последици на едно пряко нападение срещу останалите папски земи и не подтиква своите поданици да участват в революционни дейности с такава цел.
Въпреки всичко Гарибалди мисли, че правителство ще му помогне ако нападне Рим и започва да организира нов поход за завладяването на вечния град. През юни 1862 г. той тръгва от Генуа и пристига отново в Сицилия близо до град Палермо, където събира много доброволци за похода си с мотото Roma o Morte (Рим или Смърт). Гарнизонът в град Месина, верен на заповедите на краля, не позволява на Гарибалди да пресече Месинския пролив. Войската на Гарибалди с повече от 2000 войници на брой се насочва на юг към Катания. Гарибалди обявява, че ще влезе в Рим като победител или ще умре под градските му стени. Той пристига близо до село Мелито на 14 август и марширува из планините в Калабрия.
Италианското правителство не поддържа това лично начинание и изпраща дивизия от италианската войска, начело с полковник Палавичино, да спре доброволните войски. На 28 август двете войски се срещат в планината Аспромонте в Калабрия. Редовната дивизия започва да стреля срещу доброволците, но Гарибалди забранява на своите войници да стрелят срещу други италианци. Много от нередовните войници умират и самият Гарибалди е ранен в крака. Той е арестуван, но е освободен малко по-късно.
В същото време крал Виктор Емануил II се опитва да присъедини земите на Папската държава по безопасен начин. Той преговаря с Наполеон III за отстраняването на френските войски от Рим с договор, подписан през септември 1864 г. Папската войска трябва да се разрастне, за да се защитава сама в бъдеще. Виктор Емануил II трябва да обещае, че няма да нападне Лацио. През декември 1866 г. последната френска войска напуска Рим.
През 1865 Флоренция е официално обявена за нова столица на Кралство Италия на мястото на Торино, защото Торино се намира много далече от географската среда на полуострова, а също така и за да бъдат задоволени исканията на френския император седалището на правителството да бъде в друг град, но не и в Рим.

## Третата война за италианска независимост
Австро-пруската война от 1866 г. започва, защото Прусия желае да заеме австрийската ръководна позиция сред немските държави. Правителството на новороденото Кралство Италия разбира, че това е удобен случай да освободи областта Венето и град Венеция от австрийско управление. Австрия прави опит да отстъпи Венеция на Италия, но италианското правителство вече е сключило съюз с Прусия на 8 април и на 20 юни обявява война на Австрия. В италианската историография италианското участие в австро-пруската война се нарича Трета война за независимост.
Виктор Емануил II бърза да преведе войската през река Минчо, за да пристигне във Венето, докато Гарибалди нахлува в Тирол с личните си войски. Това действие завършва с пълен погром: австрицийте напълно разбиват италианците при Кустоца на 24 юни и новият италиански морски флот се сблъсква с австрийския и е тежко победен в битката при далматинския остров Лиса (днешен Вис, Хърватия). Само войските на Гарибалди успяват да победят австрийците в Тирол и настъпват към град Тренто. След австрийското поражение срещу Прусия в Битката при Кьонигграц италианците успяват да овладеят Венето.
Междувременно пруският премиер Бисмарк разбира, че е достигнал целта си и решава да подпише примирие с Австрия на 27 юли. Италия приема да прекъсне военните действия на 12 август. Кралят извиква обратно Гарибалди, който почти е достигнал до град Тренто. Той отговаря с телеграма, в която е написано само „Obbedisco“ („Подчинявам се“).
Въпреки италианските неуспехи пруската победа принуждава Австрия да отстъпи Венето. Но италианската войска не е победила австрийците във войната и в Мирния договор от 12 октомври Австрия приема да отстъпи областта само на френския император Наполеон III заради неговото неучастие във войната. Френският владетел на свой ред ще отстъпи Венето на Италия.
Според мирния договор Венето ще се присъедини към Италия само след референдум, който се провежда на 21 и 22 октомври. Историците смятат, че гражданите на Венеция не са взели това решение свободно, тъй като само 0,01% от избирателите (69 от повече от 642 000 гласове) са гласували против присъединяване. Но за венецианците няма никаква надежда да възстановят старата независима република. Части от австрийските войски се опитват да отблъснат италианците, но без никакъв успех. Виктор Емануил II влиза тържествено във Венеция.

## Рим

### Ментана и Вила Глори
Желанието да завладее град Рим не е напуснало нито Гарибалди, нито неговите поддръжници и привърженици, тъй като той се счита за историческа столица на Италианския полуостров. През 1867 г. Гариалди се опитва за втори път да завладее Рим, но папската войска с помощта на френския гарнизон разбива неговата доброволна войска при село Ментана. Впоследствие този френски гарнизон ще остане в град Чивитавекия до август 1870 г., когато ще бъде извикан обратно поради започването на Френско-пруската война.
Преди поражението в Ментана Енрико Кайроли заедно с брат си Джовани и други 70 доброволци смело се опитва да завладеят Рим. Отрядът тръгва от Терни край река Тибър. Те би трябвало да достигнат до Рим по време на едно замислено общо градско въстание. На 22 октомври 1867 г. въстаниците завладяват града. Въстанието обаче бива потушено, преди братята Кайроли да достигнат Рим и те са принудени да спрат в село Вила Глори северно от Рим. В нощта на 22 октомври революционният отряд е обкръжен от папските войски и Джовани е сериозно ранен, а Енрико е убит.

### Завладяването на Рим
През юли 1870 г. започва Френско-пруската война. През август френският император Наполеон III извиква своя гарнизон от Рим, който вече не може да защитава Папската държава. Италианското население иска завладяването на Рим и неговото обявяване за столица. Италианското правителство не прави нищо официално до френската загуба в битката при Седан. Крал Виктор Емануил II изпраща граф Густаво Понца ди Сан Мартино при папа Пий IX с лично писмо, в което предлага италианската войска да влезе мирно в Рим под предлог да закриля папата. Папата обаче не приема италианското предложение и реагира с голям гняв:

Папата приел Сан Мартино (10 септември 1870 г.) с неприязненост. В яростта си Пий IX хвърлил писмото на Краля на масата с вик: „Що за вярност! Не сте нищо друго освен змии, а претендирате да бъдете предани!...“. Той може би се е позовал и на други писма от италианския крал. След това се е успокоил и казал: „Аз не съм пророк, нито син на пророк, но ви казвам, че никога няма да влезете в Рим!“ Сан Мартино бил толкова унижен, че напуснал града на следващия ден.

Италианската войска начело с генерал Рафаеле Кадорна пресича границата с Папската държава на 11 септември и бавно продължава към Рим с надежда за мирни преговори. Войската достига до Стената на Аврелиан на 19 септември и започва обсадата на Рим. Съзнаващ неизбежното си поражение, Пий IX решава да не се предава веднага на италианците, за да не покаже, че приема това положение и заповядва на своите войски да окажат минимална съпротива. На 20 септември, след тричасово нападение над Стената на Аврелиан, близо до Порта Пия войниците Берсалиери влизат в Рим, марширувайки по улица Via Pia, която ще бъде преименувана на Via XX Settembre. Загиват 49 италиански войници, 4 офицери и 19 папски войници. С референдум, който се провежда на 2 октомври, Рим и Лацио биват присъединени към Кралство Италия. Резултатът на този референдум е официално обявен на 9 октомври 1870 г.
Веднага след присъединяването италианското правителство предлага на папата управлението на тази част на града, която ще стане днешната държава-град Ватикан, но Пий IX отхвърля предложението, за да не признае италианското завладяване, и се обявява за „пленник във Ватикана“, въпреки че му е позволено да се движи свободно в града. На 3 февруари 1871 г. град Рим е официално обявен за столица на Кралство Италия. Тази дата обикновено се счита за край на епохата на Рисорджименто.
Историкът Рафаеле де Чезаре твърди относно италианското обединение:

Двайсет години Наполеон III е бил единственият истински владетел на Рим, където има много приятели и връзки.... Без него светската власт нямаше да бъде възстановена (след многобройните въстания) и да продължи своето съществуването.

## Карти
- Италия след Виенския конгрес (1815 г.)
- Италия през 1829 г.
- Италия през 1847 г.
- Австро-сардинска война (1848 – 49 г.)
- Роло преминава към Херцогство Модена
- Анкарано преминава към Кралството на двете Сицилии
- Австро-итало-френска война (1859 г.)
- Примирие във Вилафранка. Австрия отстъпва Ломбардия на Франция. (1859 г.)
- Франция отстъпва Ломбардия на Пиемонт. (1859 г.)
- Централните области се съединяват в единна държава. (края на 1859 г.)
- Централните области се присъединяват към Пиемонт (1860 г.)
- Пиемонт отстъпва Савоя и Ница на Франция (1860 г.)
- Експедиция на Хилядата (1860 г.)
- Италия в октомври 1860 г.
- Италия на края на 1860 г.
- Кралство Италия е обявен (1861 г.)
- Италия в 1865 г. Флоренция става столица.
- Трета война за италианската независимост (1866) г.
- Австрия отстъпва Венето на Франция (1866) г.
- Франция отстъпва Венето на Италия (1866) г.
- Италия през 1870 г.
- Рим става столица (1871 г.). Край на Рисорджименто.

## Обяснителни бележки
1. ↑  Терминът „Рисорджименто“ в началото на 19 век е имал единственото религиозно значение на „възкресение“. Следователно, от част от историографията на XIX век (Джузепе Мацини, Николо Томазео), постигането на италианското национално единство е било разглеждано като политически феномен, пропит със сакрален аспект. (в Alberto Mario Banti, Enciclopedia Italiana, Treccani - VII Appendice, 2007 alla voce corrispondente

## Библиографски бележки
1. ↑  Както в Alessandro Manzoni, Rivoluzione francese e rivoluzione italiana
2. ↑  Господство, което „... е послужило за внушаване на Италия на обективна черта на унитарно преживяване...“ (В Ernesto Galli della Loggia, L'identità italiana. Il Mulino, Bologna, 1998, с. 36)
3. ↑  Massimo L. Salvadori, Enciclopedia dei ragazzi, Treccani, 2005, статията "Italia, storia di"
4. ↑  Walter Maturi, "D'Azeglio", Dizionario biografico degli Italiani, Roma, 1962, vol. 4: pp. 746-752.
5. ↑  Gilles Pécout, Il lungo Risorgimento: la nascita dell'Italia contemporanea (1770-1922), Pearson Paravia Bruno Mondadori, 1999, p. 5 e sgg.
6. ↑  Stuart J. Woolf dedicherà il primo dei due volumi del Risorgimento italiano all'età delle riforme settecentesche e a quella napoleonica, considerandole parti integranti del lungo processo risorgimentale. Cfr. Il Risorgimento italiano. Dall'età delle riforme all'Italia napoleonica, Torino, Giulio Einaudi Editore, 1981, vol. I.
7. ↑  Сред другите Алберто Марио Банти е на това мнение, определяйки тригодишния период 1796-1799 като „момента, в който са положени основите на идеалните принципи, вдъхновили идеята за Рисорджименто“. (Il Risorgimento italiano, Roma-Bari, Editori Laterza, 2004, p. XI. ISBN 978-88-420-8574-4
8. ↑  Това е мнението не само на много националистически и иредентистки интелектуалци от онова време, но и на някои либерални историци, включително Адолфо Омодео, който е „един от най-пламенните поддръжници на визията за Първата световна война като продължение и завършек на войните за независимост и Рисорджименто...“.AA. VV., Storia d'Italia, Einaudi, 1974, ed. speciale il Sole 24 Ore, Milano, 2005, vol. 10 (Alberto Asor Rosa, Dall'unità ad oggi) с. 1356.
9. ↑  Piero Craveri, Gaetano Quagliariello, La Seconda Guerra Mondiale e la sua memoria, Rubbettino Editore, 2006, p. 579 e sgg
10. ↑  Essays on Petrarch – Ugo Foscolo, Lady Barbarina Dacre – Google Books.   Books.google.com. Посетен на 1 август 2012.
11. ↑  Machiavelli and Empire – Mikael Hörnqvist – Google Books.   Books.google.com, 25 ноември 2004. Посетен на 1 август 2012.
12. ↑  Manuale della letteratura italiana – Alessandro D'Ancona, Orazio Bacci – Google Boeken.   Books.google.com. Посетен на 1 август 2012.
13. ↑  Holt, Edgar. The Making of Italy: 1815 – 1870.   New York: Murray Printing Company, 1971. с. 22 – 23.
14. ↑  Nicassio, Susan Vandiver. Imperial City: Rome Under Napoleon. University of Chicago Press.   United States of America, University of Chicago Press, 2009. ISBN 978-0-226-57973-3. с. 220.
15. ↑  E.E.Y. Hales. Pio Nono: A Study in European Politics and Religion in the Nineteenth Century.   P.J. Kenedy, 1954.
16. ↑  Napoleone Colajanni, Dov'è la sinistra?: critica della "terza via", Ponte alle Grazie, 2000
17. ↑  La Santa Alleanza
18. ↑  G. Berthier De Sauvigny, La Restauration, Parigi, 1955
19. ↑  Ridley, Jasper. Garibaldi.   с. 268.
20. ↑  Целият текст на конституцията може да се намери на италиански на:

Costituzione della Repubblica Romana (1849) //    Архивиран от оригинала на 2009-02-09. Посетен на 2013-11-13. (на италиански)

Costituzione della Repubblica Romana, 1849 (PDF) //  Liberliber website.   Посетен на 19 март 2012. (на италиански)
21. ↑  Hayes, Brian J. Italian Unification. Cavour, Garibaldi and the Making of Italy //   2008. Посетен на 26 февруари 2008.
22. ↑  Holt, Edgar. The Making of Italy: 1815 – 1870.   New York: Murray Printing Company, 1971. с. 258.
23. ↑  G. Thaon di Revel: „La cessione del Veneto – ricordi di un commissario piemontese incaricato alle trattative“ (превод: „Отстъпването на областта Венето – спомени на пиемонтски пълномощник за преговорите“). Academic Press, 2002
24. ↑  Beggiato, E.: „1866: la grande truffa“ (превод: „1866 г.: голямата измама“). Venice Academic Press, 1999
25. ↑  De Cesare, Raffaele. The Last Days of Papal Rome.   Archibald Constable & Co, 1909. с. 444.
26. ↑  De Cesare, Raffaele. The Last Days of Papal Rome.   Archibald Constable & Co, 1909. с. 443.

### На английски език
- Beales, Derek, Biagini, Eugenio. The Risorgimento and the Unification of Italy. 2nd.   Longman, 2003. ISBN 978-0-582-36958-0.
- Italy in the nineteenth century: 1796 – 1900.   London, Oxford University Press, 2000. ISBN 978-0-19-873128-3. Посетен на 19 март 2012.
- Arcaini, G.B. The Italian Unification //  History of Italy.   6 март 2005.  Архивиран от оригинала на 2017-12-25. Посетен на 19 март 2012.
- Arcaini, G.B. Italy's Unity //  History of Italy.   30 ноември 2003.  Архивиран от оригинала на 2012-03-28. Посетен на 19 март 2012.

- De Cesare, Raffaele. The Last Days of Papal Rome, Archibald Constable & Co, London (1909)
- De Mattei, Roberto. Pius IX (2004)
- Hales, E.E.Y. Pio Nono: A Study in European Politics and Religion in the Nineteenth Century. P.J. Kenedy, 1954.
- Hales, E.E.Y. The Catholic Church in the Modern World. Doubleday, 1958
- Holt, Edgar. The Making of Italy 1815 – 1870, New York: Atheneum, 1971
- Smith, Denis Mack. Cavour (1985)
- Smith, Denis Mack. Mazzini (1996) excerpt and text search
- Trevelyan, George Macaulay. Garibaldi and the making of Italy (1911) full text online
- Mauri, Arnaldo. The Adriatic Eastern Shores, a Missed Target in the Italian Unification Process: Political and Economic Involvements, Università degli Studi di Milano, DEAS, WP N°. 2011 – 09, Abstract available in English at SSRN 1832287.

### На италиански език
- Banti, Alberto Mario. La nazione del Risorgimento: parentela, santità e onore alle origini dell'Italia unita. Torino, Einaudi, 2000
- Banti, Alberto Mario. Il Risorgimento italiano. Roma-Bari, Laterza, 2004 (Quadrante Laterza; 125)
- Ghisalberti, Carlo. Istituzioni e società civile nell'età del Risorgimento. Roma-Bari, Laterza, 2005 (Biblioteca universale Laterza; 575)
- Della Peruta, Franco. L'Italia del Risorgimento: problemi, momenti e figure. Milano, Angeli, 1997 (Saggi di storia; 14)
- Della Peruta, Franco. Conservatori, liberali e democratici nel Risorgimento. Milano, Angeli, 1989 (Storia; 131)
- De Rosa, Luigi. La provincia subordinata. Saggio sulla questione meridionale, Bari, Laterza, 2004
- Guerra, Nicola. Le due anime del processo di unificazione nazionale: Risorgimento e Controrisorgimento. La necessità di un nuovo approccio di ricerca ancora disatteso. Pesaro, Chronica Mundi, October 2011, ISNN: 2239 – 7515
- Riall, Lucy. Il Risorgimento: storia e interpretazioni. Roma, Donzelli, 1997 (Universale; 2)
- Romeo, Rosario. Risorgimento e capitalismo. Roma-Bari, Laterza, 1998 (Economica Laterza; 144) (1ª ed. 1959)
- Scirocco, Alfonso. L'Italia del risorgimento: 1800 – 1860. (vol. 1 di Storia d'Italia dall'unità alla Repubblica), Bologna, Il mulino, 1990
- Scirocco, Alfonso. In difesa del Risorgimento. Bologna, Il mulino, 1998 (Collana di storia contemporanea)
- Smith, Denis Mack. Il Risorgimento italiano: storia e testi. (Nuova ediz.), Roma-Bari, Laterza, 1999 (Storia e società)
- Woolf, Stuart J. Il risorgimento italiano. Torino, Einaudi, 1981 (Piccola biblioteca Einaudi; 420)
- Tomaz, Luigi. Il confine d'Italia in Istria e Dalmazia, Presentazione di Arnaldo Mauri, Conselve, Think ADV, 2008.
- Carlo Cardia, Risorgimento e religione, Giappichelli, Torino, 2011, ISBN 978-88-348-2552-5.